# Lisa Hanna
Lisa Rene Hanna (Biddeford, 27 agosto 1975) è una modella, attrice e conduttrice televisiva giamaicana, vincitrice del concorso di bellezza Miss Mondo 1993.

## Biografia
Ex Miss Giamaica nel 1993, Lisa Hanna è stata incoronata quarantacinquesima Miss Mondo a diciotto anni, il 27 novembre 1993 presso il Sun City Entertainment Center di Sun City in Sudafrica, ricevendo la corona dalla Miss Mondo uscente, la russa Julia Kourotchkina. È stata la terza Miss Mondo giamaicana, dopo Carole Joan Crawford nel 1963 e Cindy Breakspeare nel 1967.
Dopo l'anno di regno, la Hanna ha interpretato un piccolo ruolo nel film How Stella Got Her Groove Back e a condotto Our Voices un talk show in onda in Giamaica. Ha compiuto i propri studi accademici all'Università delle Indie occidentali. Nel 2005 è tornata a vivere in Giamaica, dove ha lavorato come consulente per l'Hotel Hilton, centro finanziario della città di Kingston.

## Filmografia
- Benvenuta in paradiso (How Stella Got Her Groove Back), regia di Kevin Rodney Sullivan (1998)